# Kajdanó
Kajdanó, ukrán nyelven Кайданово, falu Ukrajnában, Kárpátalján, a Munkácsi járásban.

## Fekvése
Munkácstól északkeletre, Beregrákos nyugati szomszédjában fekvő település.

## Története
A trianoni békeszerződés előtt Bereg vármegye Latorczai járásához tartozott.
1910-ben 1341 lakosából 284 magyar, 117 német, 940 ruszin volt. Ebből 986 görögkatolikus, 196 református, 131 izraelita volt.
Fényes Elek az 1800-as években írta a településről:
Kajdanó, orosz-magyar falu, Beregh vármegyében, az ungvári országútban, ut. p. Munkácshoz 1 1/2 mérföldnyire: 489 görög katholikus, 205 református, 11 zsidó lakossal görög katholikus és református szentegyházzal. Termékeny róna határral. Földesura gróf Schönborn.